# Juruá
För andra betydelser, se Juruá (olika betydelser).

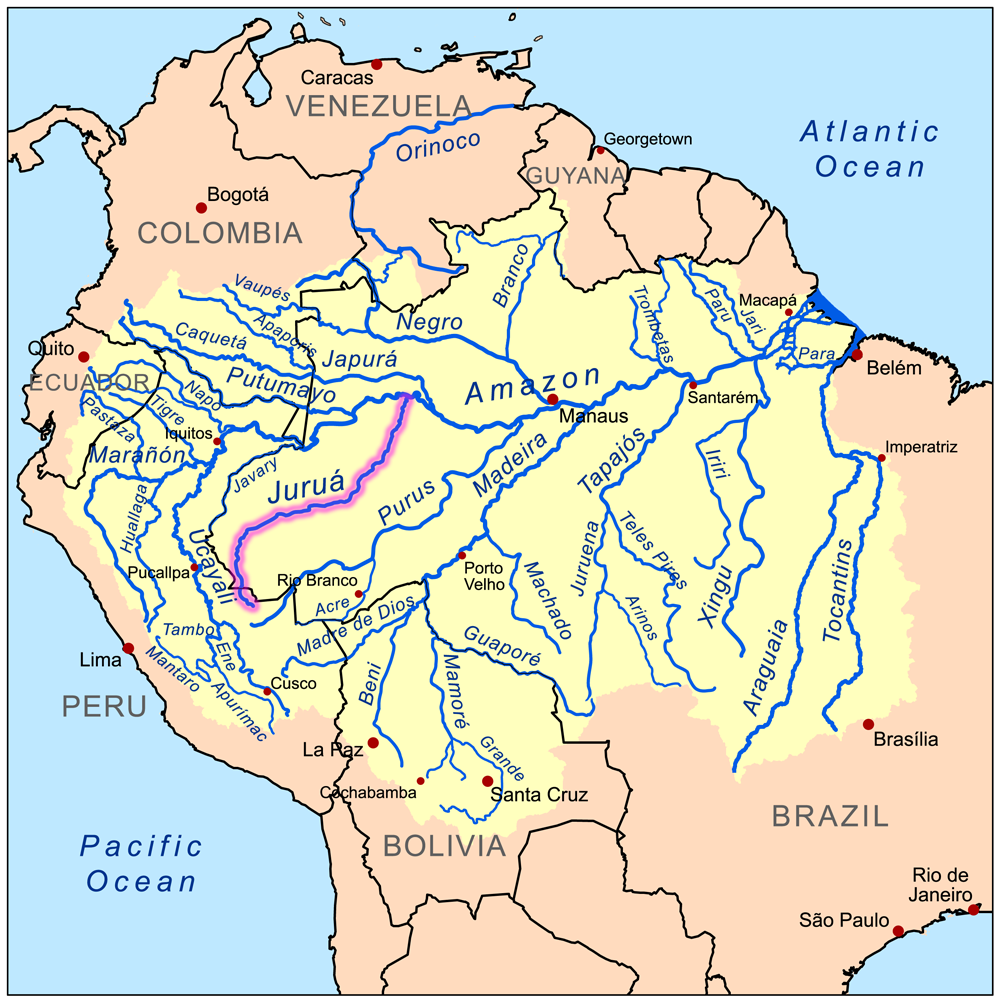
Juruás läge.

Juruá (portugisiska: Rio Juruá, spanska: Río Yurúa) är en flod i Brasilien och Peru  som är ungefär 3 100  kilometer lång.
Juruá rinner upp vid peruanska gränsen och mynnar i Amazonfloden väster om Tefé. Juruá har ett starkt meandrande lopp, och är segelbar omkring 1 000 kilometer.